# Sveti Eustahije
Sveti Eustahije († 118.) - kršćanski svetac, rimski vojskovođa u vrijeme careva Tita i Trajana. Jedan je od četrnaestero svetih pomoćnika. Svetac zaštitnik šumara i lovaca te u teškim životnim trenucima i kod žalosti.
Zvao se Placid (lat. Placidus) prije krštenja. Bio je pravedan i milostiv čovjek, sličan rimskom kapetanu Korneliju, koji se spominje u Bibliji.
Kada je jednom išao u lov na jelene, Božjim promislom, među rogovima jelena pojavi se svijetli križ i Placidu dođe glas koji ga upućivaše da ode kršćanskom svećeniku i da se krsti. Krstio se sa svojom ženom i dva sina te na krštenju dobiva ime Eustahije, a njegova žena Teopistija (Bogovjerna), a njihovi sinovi Agapije i Tepoist. Poslije krštenja, Eustahije je otišao na mjesto gdje je preko jelena dobio otkrivenje, te kleknuo i zahvalio Bogu što ga je priveo istini. Opet se javio glas Gospodnji i predrekao mu stradanje za Njegovo ime i okrijepio ga. Tada je Eustahije tajno napustio Rim sa svojom obitelji, imajući namjeru povući se među narod i da u nepoznatoj i skromnoj sredini služi Bogu.
Došavši u Egipat, odmah na njega navališe iskušenja. Neki zli barbar oteo mu je ženu, a i oba su mu sina uhvatili i odnesli. No ubrzo je taj barbar poginuo, a djecu su mu spasili pastiri. Eustahije se naselio u egipatskom selu Vadisis i tu kao seoski najamnik živio petnaest godina. Poslije toga, napali su barbari Rimsko Carstvo i car Trajan je ponovno trebao Eustahija kao vojskovođu. Trajan je poslao svoja dva vojnika da traže Eustahija. Po Božjem promislu, ti časnici, nekadašnji prijatelji, našli su Eustahija i doveli ga caru. Eustahije je sakupio vojsku i pobijedio barbare. 
Na putu natrag u Rim, pronašao je svoju ženu i oba sina. Kada je stigao u Rim, car Trajan je već preminuo, a umjesto njega vladao je Hadrijan. Ovaj je pozvao Eustahija da prinese žrtve poganskim bogovima, a Eustahije je odbio, jer je kršćanin. Car ga je osudio na muke zajedno sa ženom i sinovima, no kako im zvijeri nisu naštetile, bacili su ih u usijani metal. Trećeg dana izvadili su njihova mrtva tijela, ali nepovrijeđena.
Popularni alkoholni biljni liker Jägermeister ima logo, koji prikazuje jelena koji u rogovima ima križ u spomen na sv. Eustahija i također sv. Huberta, koji je imao isto viđenje.